# Alfa-Karoten
α-Karoten je forma karotena Sa β-prstenom na jednom kraju i ε-prstenom na drugom. On je druga po zastupljenosti forma karotena.

## Ljudska fiziologija
Prosečna koncenracija α-karotena u serumu je 4.7 µg/dL, među ljudima je 4,2 µg/dL, dok je kod žena 5,31 µg/dL.

## Zdravstveni efekti
Dijetarni unos utiče na nivoe α-carotena u krvi. Jedna studija je pokazala da postoji relacija između koncentracije karotena u krvi i smrtnosti, pri čemu povišeni nivo karotena odgovara sniženoj smrtnosti.